# Fairchild (thị trấn), Wisconsin
Fairchild là một thị trấn thuộc quận Eau Claire, tiểu bang Wisconsin, Hoa Kỳ. Năm 2010, dân số của thị trấn này là 341 người.